# Richard Martens
Richard Wilhelmus Martens (Rijsbergen, 22 mei 1985) is een Nederlands voetbalscheidsrechter. Hij is in dienst van de KNVB en leidt voornamelijk wedstrijden in de Eredivisie en de Keuken Kampioen Divisie.
Op 21 september 2012 leidde Martens zijn eerste professionele wedstrijd op het tweede niveau. De wedstrijd tussen SBV Excelsior en FC Eindhoven eindigde in een 1–1-gelijkspel. Martens deelde vier gele kaarten uit. Het seizoen 2012/13 sloot hij af met de volgende getallen: hij was scheidsrechter in tien competitiewedstrijden en gaf daarin eenendertig maal een gele kaart. Dat komt neer op een gemiddelde van 3,1 gele kaarten per wedstrijd.
Op zaterdag 15 oktober 2017 maakte Martens zijn debuut als scheidsrechter in de Eredivisie. Hij floot het duel tussen Willem II en FC Twente in de achtste speelronde van de Eredivisie. Dit duel eindigde in een 3-1 overwinning voor Willem II.